# مالک باتماز
مالک باتماز (انگلیسی: Malik Batmaz؛ زادهٔ ۱۷ مارس ۲۰۰۰) بازیکن فوتبال اهل آلمان است.
از باشگاه‌هایی که در آن بازی کرده‌است می‌توان به باشگاه فوتبال کارلسروهه اشاره کرد.
وی همچنین در تیم ملی فوتبال Turkey U17 بازی کرده‌است.